# Ćurke
Ćurke (cyr. Ћурке) – wieś w Czarnogórze, w gminie Ulcinj. W 2011 roku liczyła 33 mieszkańców.